# Leptomydas tigris
Leptomydas tigris är en tvåvingeart som beskrevs av Dikow 2010. Leptomydas tigris ingår i släktet Leptomydas och familjen Mydidae.
Artens utbredningsområde är Thailand. Inga underarter finns listade i Catalogue of Life.